# 可樂果

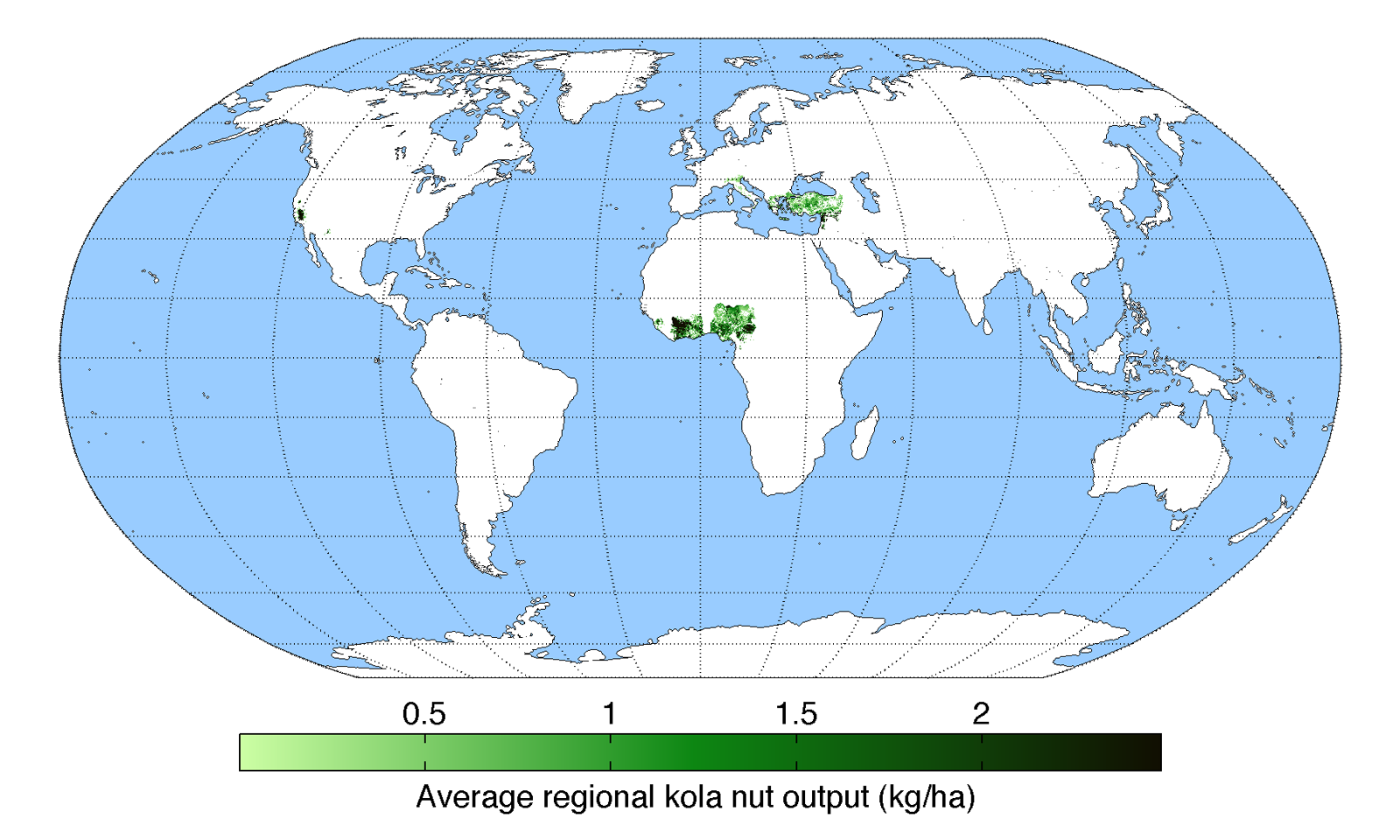
世界可樂果產量

可樂（Cola）是原產於非洲熱帶雨林的錦葵科植物，與南美洲的可可有關，是常綠植物，長達20公尺高，葉子長30公分，呈卵形、有光澤。其果實為可樂果（Kola nut），可提煉出咖啡因（Caffeine），是可樂（Cola，一種飲料）的成分之一，也是該種飲料的命名由來。

## 用途

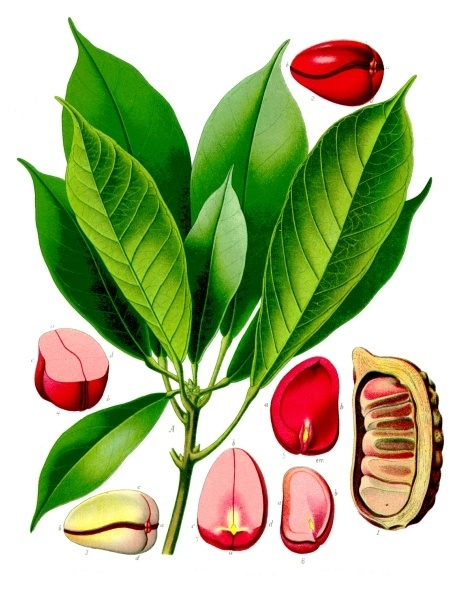
漸尖可樂果。

可樂果含有咖啡因，味道是苦的。在一些西非地方，可以咀嚼單一或一組的可樂果。很多時在慶典中，都是以可樂果來招呼族長或賓客。西非的穆斯林因不允许饮酒，很多都喜歡吃可樂果。咀嚼可樂果可以減輕因飢餓而造成的病楚，但經常咀嚼則會令牙齒染色。
可樂果曾是可口可樂的成份，由於可樂果還含有大量的致癌物──亞硝基化合物，為了避免引發癌症的食品安全問題，也為了降低成本，可樂公司於1955年停止使用可樂果，改以人工香料及咖啡因萃取物來取代。
在非洲以外的地方，如印尼、巴西、牙買加等潮濕地方，亦有可樂果栽培。
可樂果可以治療百日咳及哮喘。內中的咖啡因可以作為支氣管擴張藥，來擴張氣管吸入空氣，但咖啡因代謝物之一茶鹼量並不多，要讓支氣管擴張之劑量超於代謝之量。

## 醫藥療效
可樂果可以有興奮劑及欣快劑的作用，就如其他含有黃嘌呤的植物，如可可、茶、咖啡、瓜拉那及瑪黛茶。它們可以令中央神經系統及心臟興奮。動物實驗發現可樂果有強壯劑及分解脂肪的特性，及激發分泌胃酸。人類研究則發現可樂果有正性變時及輕微的利尿作用。它可以增強人類的警覺性及體能、振奮情緒。吃下一定量的可樂果後會提升體溫、血壓及呼吸率，效果可以長達6小時。

## 化學成份
可樂果的成份包括有咖啡因（約2-3.5%）、可可鹼（約1-2.5%）、茶鹼、兒茶酚、酚、棟贛紅、老鷹紅、甜菜鹼、蛋白質、澱粉質、脂肪、硫胺素、核黃素、菸鹼酸、抗壞血酸、糖、纖維素、水、鈣、鉀、鐵、貝他胡蘿蔔素及丹寧酸。

## 安全問題
可樂果含有大量的亞硝基化合物，而亞硝基化合物是致癌的，故其食用安全令人懷疑。

## 伸延閱讀
- Germplasm Resources Information Network: Cola
- Kola Nut Tradition in Igboland (South-East Nigeria): Kola Nut Tradition （页面存档备份，存于）
- Benjamin, LT Jr; Rogers AM, Rosenbaum A (1991 Jan). "Coca-Cola, caffeine, and mental deficiency: Harry Hollingworth and the Chattanooga trial of 1911". J Hist Behav Sci 27 (1): 42–55. PMID 2010614.
- Jarvis, Gail (May 21, 2002). The Rise and Fall of Cocaine Cola. Retrieved on 2006-08-19.
- James A. Duke (2001). Handbook of Nuts.
- Katherine Kim (2001). Encyclopedia of Alternative Medicine.
- Mariama Bâ, "So Long a Letter"